# Grifftabelle für Klarinette
Die folgende Grifftabelle gilt für Klarinetten mit dem Böhm-System.
| ohne Duodezimklappe (Chalumeau-Register) | mit Duodezimklappe | Fingersatz | Bemerkung |
| ---------------------------------------- | ------------------ | ---------- | --- |
| E                                        | H                  |            | Um eine aufsteigende Tonleiter zu spielen kann man diesen beiden Griffen die Griffe für F/C (siehe unten) vorbereitend überlagern. |
| F                                        | C                  |            | |
| F♯/G♭                                    | C♯/D♭              |            | Diese Griffe können denen für F/C (siehe oben) vorbereitend überlagert werden. |
| G                                        | D                  |            | |
| G♯                                       | D♯                 |            | Der zweite Griff ist nur auf Klarinetten möglich, die diese Extraklappe auch besitzen |
| A                                        | E                  |            | |
| B/A♯                                     | F                  |            | |
| H                                        | F♯/G♭              |            | Der erste „Gabelgriff“ wird vor allem für chromatische Läufe empfohlen, da er den Wechsel zwischen Zeige- und Mittelfinger ersetzt. |
| C                                        | G                  |            | |
| C♯/D♭                                    | G♯/A♭              |            | |
| D                                        | A                  |            | |
| E♭/D♯                                    | B/A♯               |            | Die Wahl zwischen den drei Möglichkeiten hängen von der zu spielenden Melodielinie ab. Die erste Möglichkeit klingt sauberer, der Gabelgriff (3) ist v. a. für Arpeggien geeignet. Die Variante (2) mit der Seitenklappe eignet sich v. a. für Triller. |
| E                                        | H                  |            | |
| F                                        | C(5)               |            | |
| F♯/G♭                                    | -                  |            | Das Instrument wird nicht mehr von der linken Hand gehalten. Dieser Griff hat keine Entsprechung im hohen Register. Der zweite Griff dient v. a. chromatischen Passagen.                                                                                |
| G                                        | -                  |            | Kein Finger greift, alle Klappen sind in Ruhelage, alle Löcher (ohne Klappen) offen. |
| G♯/A♭                                    | -                  |            | |
| A                                        | -                  |            | Diese Note kann bei falschem Ansatz oft falsch klingen (meistens zu hoch). |
| B/A♯                                     | -                  |            | Die beiden Griffvarianten klingen recht unterschiedlich, die zweite Variante eignet sich vor allem für Triller. |

Bei dem vor allen Dingen im deutschsprachigen und osteuropäischen Raum verbreiteten Oehler-System weichen die Griffe teilweise ab.